# Eric Maisel
Eric Maisel (Bronx, 14 gennaio 1947) è uno psicoterapeuta, docente e scrittore statunitense.
I suoi libri più popolari includono Fearless Creating (1995), The Van Gogh's Blues (2002), Coaching the Artist Within (2005), e Come vivere bene senza Dio - La via dell'ateismo (2014).

## Biografia
Eric Maisel, dottore ricercatore, è autore di oltre quaranta libri ed è considerato da molti il più importante formatore americano nel campo della creatività. Egli forma gli insegnanti di creatività sia a livello nazionale che internazionale, e fornisce formazione specialistica all'Associazione per l'Insegnamento della Creatività.
Eric Maisel è nato nel Bronx e cresciuto a Brooklyn. Maisel è un editorialista della rivista Professional Artist (Artista professionale) e un importante collaboratore di Psychology Today (Psicologia oggi). I suoi libri comprendono Rethinking Depression, Mastering Creative Anxiety, Creative Recovery, A Writer's San Francisco, A Writer's Paris e molti altri.

## Insegnare la creatività
Nei primi anni '90 del secolo scorso, lavorando come psicoterapeuta con artisti, creativi, attori e performers,  Maisel sviluppò una specializzazione didattica per l'insegnamento della creatività. La didattica della creatività ha lo scopo di aiutare i creativi e i performers artistici a fronteggiare le loro sfide emozionali e pratiche, compreso il superamento dei blocchi creativi e l'ansia da prestazione, insegnando loro come confrontarsi efficacemente con il mercato dell'arte e come reagire alle critiche e ai rifiuti. Molti degli insegnanti di creatività formati da Maisel sono diventati formatori certificati sotto l'egida della Associazione per l'insegnamento della creatività.
Nel suo libro del 2005 Coaching the Artist Within (Formazione interiore dell'artista),  Maisel presenta studi di casi pratici tratti dalla sua attività di insegnante di creatività con artisti e performers creativi, e lezioni di interesse per gli artisti su come creare in mezzo alle cose, realizzare i sogni senza perdere di vista la realtà, impegnarsi in processi finalizzati all'obiettivo e mantenere una vita creativa.

## Salute mentale
Nel suo libro del 2012, Rethinking Depression: How to Shed Mental Health Labels and Create Personal Meaning (Riconsiderare la depressione: come liberarsi dalle etichette sulla salute mentale e darle un significato personale), il dott. Maisel respinge l'idea che esistano casi reali di disordine mentale da depressione, data la debolezza della definizione di disordine mentale e l'insufficienza di una diagnosi basata solo sulla descrizione dei sintomi. Perciò formula la ragionevole supposizione che si tratti invece di tristezza profonda, e presenta un aggiornato programma esistenziale per gestire tale tristezza.

## Ateismo
Ateo da sempre,  Maisel ha descritto nel suo libro del 2009 (pubblicato in Italia nel 2014) Come vivere bene senza Dio - La via dell'ateismo in che modo gli individui possano negoziare il passaggio paradigmatico dalla ricerca del significato (nella religione, nella ricerca spirituale o in qualunque altra cosa) alla costruzione del significato. Egli dimostra che, usando concetti che lui definisce investimenti significativi e opportunità significative, le persone possono gestire e affrontare in maniera efficace le crisi e le sfide relative al significato della loro esistenza. Il libro spiega in che modo una persona possa arrivare a costruire i propri significati personali, malgrado l'assenza di divinità benevole e l'indifferenza dell'universo nei confronti delle preoccupazioni umane.

## Opere
- Eric Maisel, Rethinking Depression, New World Library, 2012,  p. 248, ISBN 978-1608680207.
- MURDER IN BERLIN—Singingwood Press, 2011
- BECOME A CREATIVITY COACH NOW!—Singingwood Press, 2011
- Eric Maisel, Mastering Creative Anxiety, New World Library, 2011,  p. 272, ISBN 978-1577319320.
- Eric Maisel, Brainstorm: Harnessing the Power of Productive Obsessions, New World Library, 2010,  p. 216, ISBN 978-1577316213.
- A WRITER'S SPACE — Adam's Media, 2009
- Eric Maisel, Come vivere bene senza Dio - La via dell’ateismo, Roma, Nessun Dogma, 2014,  xiv + 189, ISBN 978-8898602025.
- CREATIVE RECOVERY — Shambhala, 2008
- TOXIC CRITICISM — McGraw-Hill, 2007
- TEN ZEN SECONDS — Source books, 2007
- CREATIVITY FOR LIFE — New World Library, 2007
- EVERYDAY YOU — Conari, 2007
- A WRITER'S SAN FRANCISCO — New World Library, 2006
- WHAT WOULD YOUR CHARACTER DO? — Writer's Digest Books, 2006
- PERFORMANCE ANXIETY — Backstage Books, 2005
- COACHING THE ARTIST WITHIN — New World Library, 2005
- A WRITER'S PARIS — Writer's Digest Books, 2005
- THE ART OF THE BOOK PROPOSAL — Tarcher/Penguin 2004
- WRITERS AND ARTISTS ON LOVE — New World Library, 2004
- WRITERS AND ARTISTS ON DEVOTION — New World Library, 2004
- THE VAN GOGH BLUES — Rodale, 2002
- WRITE MIND — Tarcher/Penguin, 2002
- 20 COMMUNICATION TIPS AT WORK — New World Library, 2001
- THE CREATIVITY BOOK — Tarcher/Penguin, 2000
- 20 COMMUNICATION TIPS FOR FAMILIES — New World Library, 2000
- SLEEP THINKING — Adams Media, 2000
- LIVING THE WRITER'S LIFE — Watson-Guptill, 1999
- DEEP WRITING — Tarcher/Penguin, 1999
- AFFIRMATIONS FOR ARTISTS — Tarcher/Penguin, 1996
- FEARLESS CREATING — Tarcher/Penguin, 1995
- ARTISTS SPEAK — Harper San Francisco, 1993
- STAYING SANE IN THE ARTS—Tarcher/Penguin, 1992
- THE FRETFUL DANCER—Aegina Press, 1988
- THE BLACKBIRDS OF MULHOUSE—Maya Press, 1984
- DISMAY—Maya Press, 1982
- THE KINGSTON PAPERS—Manor Books (ghostwriter), 1978
- THE BLACK NARC—Manor Books (ghostwriter), 1977
- BIORHYTHM—Simon & Schuster (ghostwriter), 1976